# Xestotendipes sufflavus
Xestotendipes sufflavus är en tvåvingeart som beskrevs av Harrison 2000. Xestotendipes sufflavus ingår i släktet Xestotendipes och familjen fjädermyggor.
Artens utbredningsområde är Zimbabwe. Inga underarter finns listade i Catalogue of Life.